# Відеографія Metallica
Відеографія американського рок-гурту Metallica містить понад 15 документальних фільмів та понад 50 офіційних відеокліпів, що вийшли з 1987 року. 

## Документальні фільми
- 1987 — Cliff 'Em All
- 1989 — 2 of One
- 1992 — A Year and a Half in the Life of Metallica
- 1993 — Live Shit: Binge & Purge
- 1998 — Cunning Stunts
- 1999 — S&M
- 2001 — Classic Albums
- 2005 — Some Kind of Monster
- 2006 — The Videos: 1989—2004
- 2009 — Français Pour une Nuit
- 2009 — Orgullo, Pasión, y Gloria: Tres Noches en la Ciudad de México
- 2010 — The Big 4: Live in Sofia, Bulgaria
- 2012 — Quebec Magnetic
- 2014 — Metallica: Through the Never
- 2020 — S&M2
- 2023 — The Amsterdam Sessions (Amazon Music Presents)

## Офіційні відеокліпи
…And Justice for All
- 1989 — «One» (режисери Білл Поуп, Майкл Саломон)
- 1989 — «One» джем-сейшн

Metallica
- 1991 — «Enter Sandman» (реж. Вейн Ішам)
- 1991 — «The Unforgiven» (реж. Метт Мехурін)
- 1991 — «The Unforgiven» театральна версія
- 1992 — «Nothing Else Matters» (реж. Адам Дубін)
- 1992 — «Wherever I May Roam» (реж. Вейн Ішам)
- 1992 — «Sad But True» (реж. Вейн Ішам)

Load
- 1996 — «Until It Sleeps» (реж. Семюель Бейер)
- 1996 — «Hero Of The Day» (реж. Антон Корбейн)
- 1996 — «Mama Said» (реж. Антон Корбейн)
- 1997 — «King Nothing» (реж. Метт Мехурін)

Reload
- 1997 — «The Memory Remains» (реж. Пол Андресен)
- 1998 — «The Unforgiven II» (реж. Метт Мехурін)
- 1998 — «Fuel» (реж. Вейн Ішам)

Garage Inc.
- 1998 — «Turn The Page» (реж. Юнас Окерлунд)
- 1999 — «Whiskey In The Jar» (реж. Юнас Окерлунд)

S&M
- 1999 — «No Leaf Clover» (реж. Вейн Ішам)

Mission: Impossible 2
- 2000 — «I Disappear» (реж. Вейн Ішам)

St. Anger
- 2003 — «St. Anger» (реж. The Malloys)
- 2003 — «Frantic» (реж. Вейн Ішам)
- 2003 — «The Unnamed Feeling» (реж. The Malloys)
- 2004 — «Some Kind Of Monster» (реж. Брюс Сінофскі)

Death Magnetic
- 2008 — «The Day That Never Comes» (реж. Петер Хйорз, Томас Вінтерберг)
- 2008 — «All Nightmare Long» (реж. Roboshobo)
- 2009 — «Broken, Beat & Scarred» (реж. Вейн Ішам)

Lulu
- 2011 — «The View»

Hardwired…To Self-Destruct
- 2016 — «Hardwired» (реж. Колін Шейн Хейкс)
- 2016 — «Atlas, Rise!» (реж. Кларк Едді)
- 2016 — «Now That We're Dead» (реж. Herring & Herring)
- 2016 — «Moth Into Flame» (реж. Том Кірк)
- 2016 — «Dream No More» (реж. Том Кірк)
- 2016 — «Halo On Fire» (реж. Herring & Herring)
- 2016 — «Confusion» (реж. Клер Мари Вогель)
- 2016 — «ManUNkind» (реж. Йонас Акерлунд)
- 2016 — «Here Comes Revenge» (реж. Джессіка Коуп)
- 2016 — «Am I Savage?» (реж. Herring & Herring)
- 2016 — «Murder One» (реж. Роберт Уоллі)
- 2016 — «Spit Out The Bone» (реж. Філ Муччі)
- 2016 — «Lords Of Summer» (реж. Бретт Мюрей)
- 2017 — «Now That We're Dead» версія 2 (реж. Бретт Мюрей)

72 Seasons
- 2022 — «Lux Æterna» (реж. Тім Саккенті)
- 2023 — «72 Seasons» (реж. Тім Саккенті)
- 2023 — «Shadows Follow» (реж. Трістан Замміт)
- 2023 — «Screaming Suicide» (реж. Тім Саккенті)
- 2023 — «Sleepwalk My Life Away» (реж. Тім Саккенті)
- 2023 — «You Must Burn!» (реж. Тім Саккенті)
- 2023 — «Crown Of Barbed Wire» (реж. Корі Дайгл)
- 2023 — «Chasing Light» (реж. Кім Асендорф, Діна Чанг)
- 2023 — «If Darkness Had A Son» (реж. Тім Саккенті)
- 2023 — «Too Far Gone?» (реж. Team Rolfes)
- 2023 — «Room Of Mirrors» (реж. Трістан Замміт)
- 2023 — «Inamorata» (реж. Джесс Коуп)
- 2023 — «Too Far Gone?» версія 2 (реж. Коун Ніколс)